# Misael Martín Reynoso
Misael Martín Reynoso (n. Jalostotitlán, Jalisco, México, 1 de marzo de 1993) es un futbolista mexicano que juega como defensa y actualmente milita en el Belén FC de la Primera División de Costa Rica.

## Clubes
| Club                | País       | Año               |
| ------------------- | ---------- | ----------------- |
| Atlas               | México     | 2014 - 2015       |
| Belén FC (Préstamo) | Costa Rica | 2015 - Actualidad |